# Jamie Pickett
Jamie Pickett (Jacksonville, Carolina del Norte, Estados Unidos, 29 de agosto de 1988) es un artista marcial mixto estadounidense que compite en la división de peso medio de Ultimate Fighting Championship.

## Primeros años
Vivió con sus abuelos mientras crecía, ya que su padre estaba en prisión y su madre, consumidora de drogas, abandonó a la familia cuando él era joven. Su madre volvió a por sus tres hijos -el y sus dos hermanastros- cuando tenía ocho años, pero no dejó las drogas. El gobierno acabó interviniendo y, tras una batalla en los tribunales, acabó viviendo con los padres de su padre, mientras que sus dos hermanastros vivían con los padres de su madre, a partir de los nueve o diez años.

## Carrera en las artes marciales mixtas

### Inicios
Haciendo su debut profesional en Conflick Cage Fighting contra Tyler Minton, perdió el combate por decisión unánime. Derrotó a Brian McGinnis por TKO en el primer asalto en Charity Fight Round 1, seguido por una derrota ante Joshua Williams por sumisión en el segundo asalto en Warfare 9: Apocalypse. Derrotó a sus tres siguientes oponentes, entre los que se incluyen victorias sobre Savalas Williams y Jason Fann. Después, en Next Level Fight Club 3, derrotó a Marcus Finch por TKO en el tercer asalto. Noqueó a Doug Usher en el segundo asalto en Legacy FC 47. Derrotó a Rashawn Spencer por decisión unánime en Conflict MMA 42 Charlotte.
Apareció en el programa de la serie web Tuesday Night Contender Series en el Dana White's Contender Series 1 el 11 de julio de 2017, enfrentándose a Charles Byrd. Perdió el combate por sumisión en el primer asalto.
En 864 Fighting Championship, derrotó a Crishian Torres por TKO en el primer asalto. Derrotó a Elijah Gobille por TKO en el primer asalto en Next Level Fight Club 10.
Fue invitado al Dana White's Contender Series 17 el 18 de junio de 2019, donde se enfrentó a Punahele Soriano. Perdió el combate por decisión unánime.
En NLFC 11, derrotó a Jacquis Williams por decisión unánime.
En el combate estelar del Dana White's Contender Series 30, derrotó a Jhonven Pati por TKO en el segundo asalto. La victoria le valió la octava victoria por KO de su carrera profesional y un contrato con la UFC.

### Ultimate Fighting Championship
Debutó en la UFC contra Tafon Nchukwi el 19 de diciembre de 2020 en UFC Fight Night: Thompson vs. Neal. Perdió el combate por decisión unánime.
Se enfrentó a Jordan Wright el 15 de mayo de 2021 en UFC 262. Perdió el combate por TKO en el primer asalto.
Se esperaba que se enfrentara a Laureano Staropoli el 9 de octubre de 2021 en UFC Fight Night: Dern vs. Rodriguez. Sin embargo, después de que uno de sus entrenadores diera positivo en la prueba de COVID-19, el combate se trasladó al 23 de octubre en UFC Fight Night: Costa vs. Vettori. Ganó el combate por decisión unánime.
Se esperaba que se enfrentara a Caio Borralho el 15 de enero de 2022 en UFC on ESPN: Kattar vs. Chikadze. Sin embargo, Borralho se retiró del combate por razones desconocidas y fue sustituido por el Joseph Holmes. Ganó el combate por decisión unánime.
Se enfrentó a Kyle Daukaus el 19 de febrero de 2022 en UFC Fight Night: Walker vs. Hill. Perdió el combate por sumisión en el primer asalto.
Se esperaba que se enfrentara a Abdul Razak Alhassan el 9 de julio de 2022 en UFC on ESPN: dos Anjos vs. Fiziev. Sin embargo, Alhassan se retiró del combate y fue sustituido por Denis Tiuliulin. El combate fue retirado de la cartelera por razones no reveladas y trasladado al 10 de septiembre de 2022 en UFC 279. Perdió el combate por TKO en el segundo asalto.

## Campeonatos y logros

### Artes marciales mixtas
- Next Level Fight Club
  - Campeonato de Peso Medio de NLFC (una vez)
    - Dos defensas exitosas del título

## Récord en artes marciales mixtas
| Resultado | Récord | Oponente            | Método                                        | Evento                             | Fecha                    | Ronda | Tiempo | Localización                         | Notas                                                                                  |
| --------- | ------ | ------------------- | --------------------------------------------- | ---------------------------------- | ------------------------ | ----- | ------ | ------------------------------------ | -------------------------------------------------------------------------------------- |
| Derrota   | 13-8   | Denis Tiuliulin     | TKO (rodillazo y puñetazos)                   | UFC 279                            | 10 de septiembre de 2022 | 2     | 4:52   | Las Vegas, Nevada                    | A Tiuliulin se le descontó 1 punto en el segundo asalto debido a un golpe en la ingle. |
| Derrota   | 13-7   | Kyle Daukaus        | Sumisión (estrangulamiento brabo)             | UFC Fight Night: Walker vs. Hill   | 19 de febrero de 2022    | 1     | 4:59   | Las Vegas, Nevada                    | Combate de peso acordado (195 libras).                                                 |
| Victoria  | 13-6   | Joseph Holmes       | Decisión (unánime)                            | UFC on ESPN: Kattar vs. Chikadze   | 15 de enero de 2022      | 3     | 5:00   | Las Vegas, Nevada                    |                                                                                        |
| Victoria  | 12-6   | Laureano Staropoli  | Decisión (unánime)                            | UFC Fight Night: Costa vs. Vettori | 23 de octubre de 2021    | 3     | 5:00   | Las Vegas, Nevada                    |                                                                                        |
| Derrota   | 11-6   | Jordan Wright       | TKO (puñetazos)                               | UFC 262                            | 15 de mayo de 2021       | 1     | 1:04   | Houston, Texas                       |                                                                                        |
| Derrota   | 11-5   | Tafon Nchukwi       | Decisión (unánime)                            | UFC Fight Night: Thompson vs. Neal | 19 de diciembre de 2020  | 3     | 5:00   | Las Vegas, Nevada                    |                                                                                        |
| Victoria  | 11-4   | Jhonoven Pati       | TKO (puñetazos)                               | Dana White's Contender Series 30   | 25 de agosto de 2020     | 2     | 0:33   | Las Vegas, Nevada                    |                                                                                        |
| Victoria  | 10-4   | Jaquis Williams     | Decisión (unánime)                            | Next Level Fight Club 11           | 28 de septiembre de 2019 | 3     | 5:00   | Greenville, Carolina del Norte       | Combate de peso acordado (211 libras).                                                 |
| Derrota   | 9-4    | Punahele Soriano    | Decisión (unánime)                            | Dana White's Contender Series 17   | 18 de junio de 2019      | 3     | 5:00   | Las Vegas, Nevada                    |                                                                                        |
| Victoria  | 9-3    | Elijah Gbollie, Jr. | TKO (puñetazos)                               | Next Level Fight Club 10           | 2 de febrero de 2019     | 1     | 4:32   | Greenville, Carolina del Norte       | Regreso al peso medio.                                                                 |
| Victoria  | 8-3    | Cristhian Torres    | TKO (parada médica)                           | 864 Fighting Championship: Fight 4 | 26 de mayo de 2018       | 1     | 3:03   | Greenville, Carolina del Norte       | Debut en el peso semipesado.                                                           |
| Derrota   | 7-3    | Charles Byrd        | Sumisión técnica (estrangulamiento del brazo) | Dana White's Contender Series 1    | 11 de julio de 2017      | 1     | 4:55   | Las Vegas, Nevada                    |                                                                                        |
| Victoria  | 7-2    | Rashaun Spencer     | Decisión (unánime)                            | Conflict MMA 42                    | 12 de noviembre de 2016  | 3     | 5:00   | Indian Trail, Carolina del Norte     |                                                                                        |
| Victoria  | 6-2    | Doug Usher          | KO (puñetazo)                                 | Legacy FC 47                       | 16 de octubre de 2015    | 2     | 2:32   | Atlanta, Georgia                     |                                                                                        |
| Victoria  | 5-2    | Marcus Finch        | TKO (puñetazos)                               | Next Level Fight Club 3            | 19 de septiembre de 2015 | 3     | 4:41   | Greenville, Carolina del Norte       | Defendió el Campeonato de Peso Medio de NLFC.                                          |
| Victoria  | 4-2    | Savalas Williams    | TKO (puñetazos)                               | Next Level Fight Club 2            | 20 de junio de 2015      | 1     | 2:42   | Greenville, Carolina del Norte       | Defendió el Campeonato de Peso Medio de NLFC.                                          |
| Victoria  | 3-2    | Nick Poythress      | TKO                                           | Next Level Fight Club 2            | 28 de febrero de 2015    | 2     | 1:16   | Greenville, Carolina del Norte       | Ganó el Campeonato de Peso Medio de NLFC.                                              |
| Victoria  | 2-2    | Jason Fann          | Sumisión (puñetazos)                          | The Truth Event                    | 23 de agosto de 2014     | 1     | 2:00   | Greenville, Carolina del Norte       |                                                                                        |
| Derrota   | 1-2    | Joshua Williams     | Sumisión (estrangulamiento por detrás)        | Warfare 9: Apocalypse              | 21 de junio de 2013      | 2     | 1:59   | North Myrtle Beach, Carolina del Sur |                                                                                        |
| Victoria  | 1-1    | Brian McGinnis      | TKO (parada médica)                           | Charity Fight: Round 1             | 25 de agosto de 2012     | 1     | 3:50   | Kenansville, Carolina del Norte      |                                                                                        |
| Derrota   | 0-1    | Tyler Minton        | Decisión (unánime)                            | Conflick Cage Fighting             | 24 de septiembre de 2011 | 3     | 5:00   | Raleigh, Carolina del Norte          |                                                                                        |